# 香港中華基督教青年會九龍會所

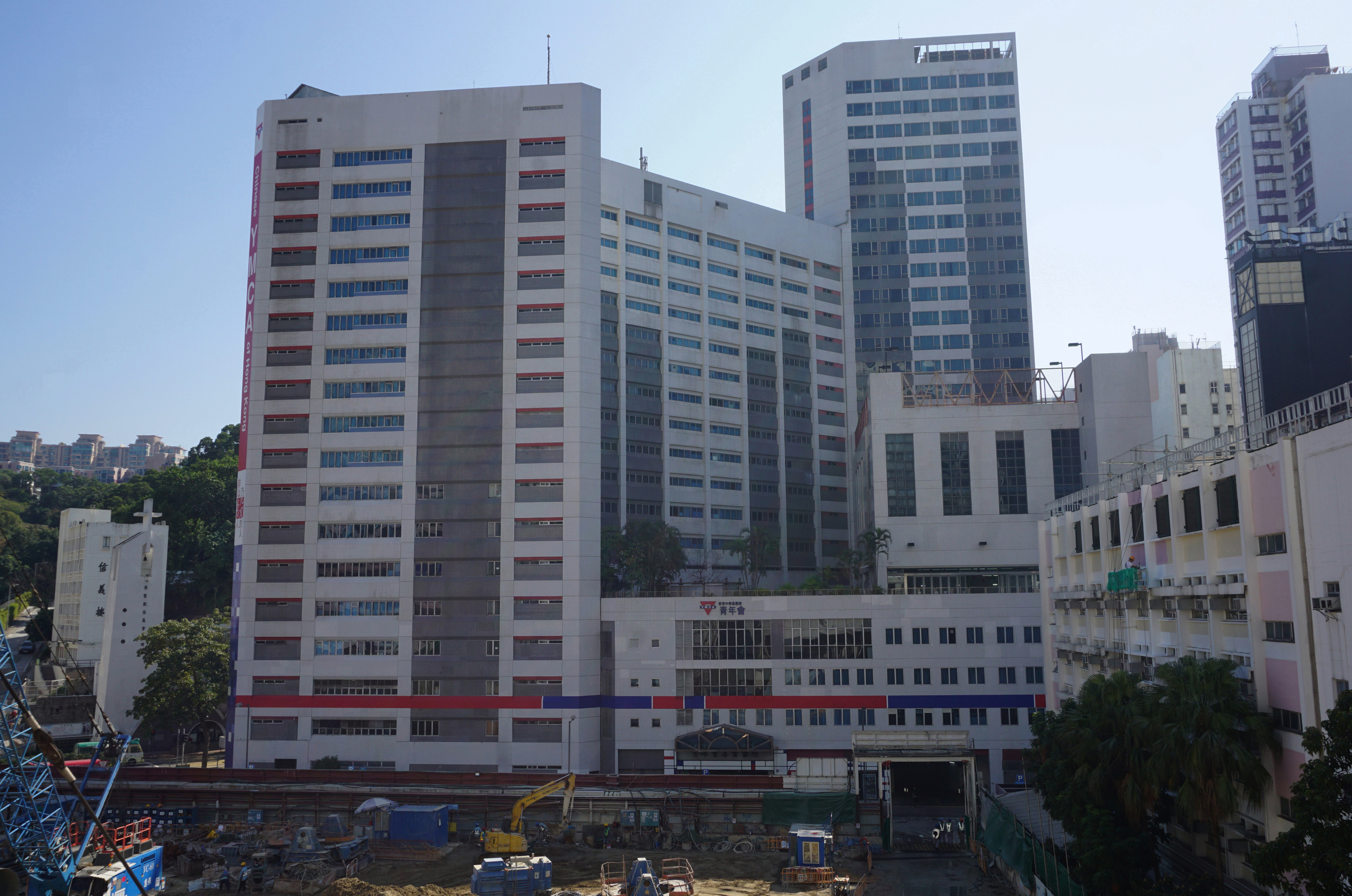
香港中華基督教青年會九龍會所

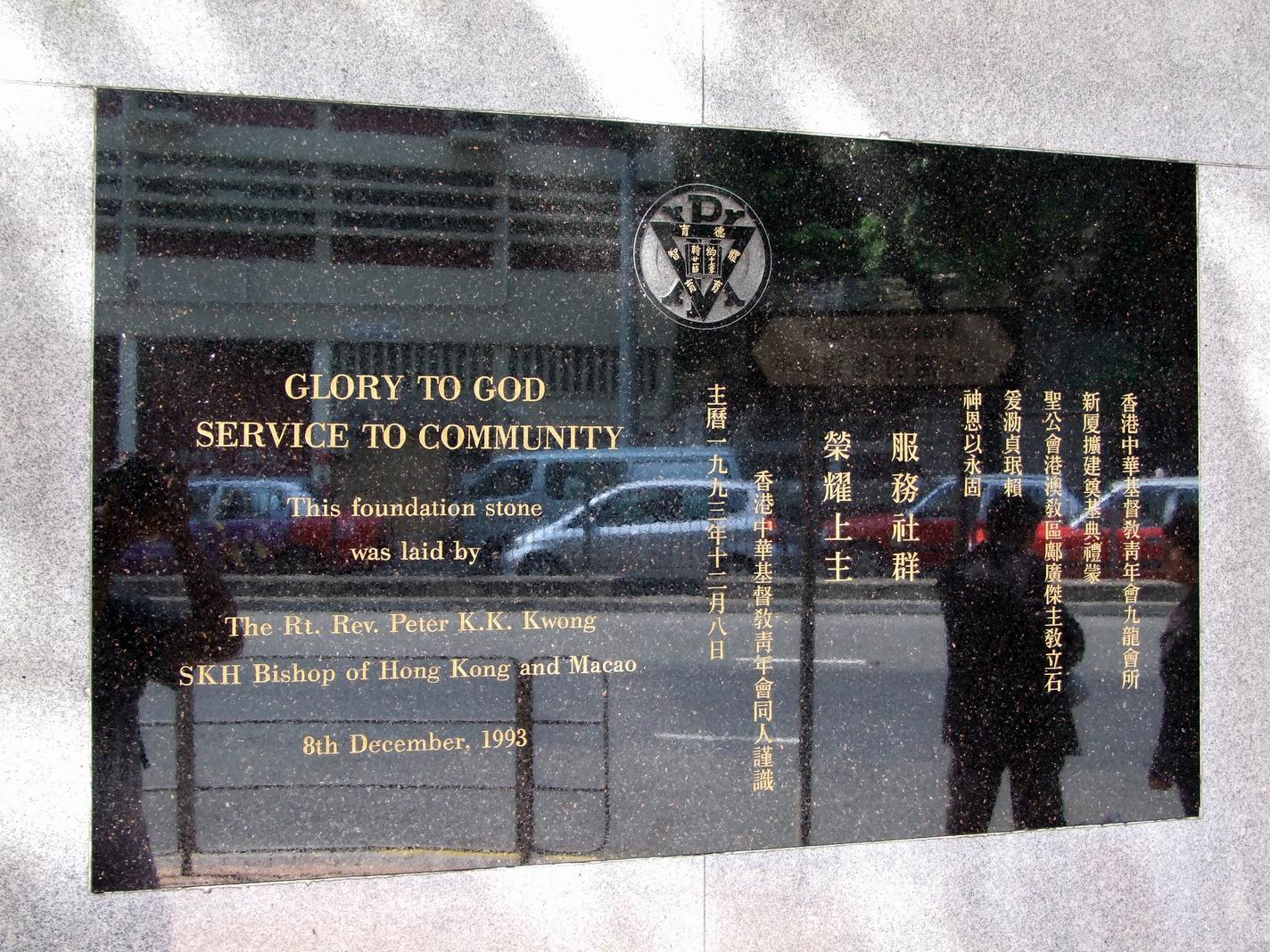
香港中華基督教青年會九龍會所擴建基石

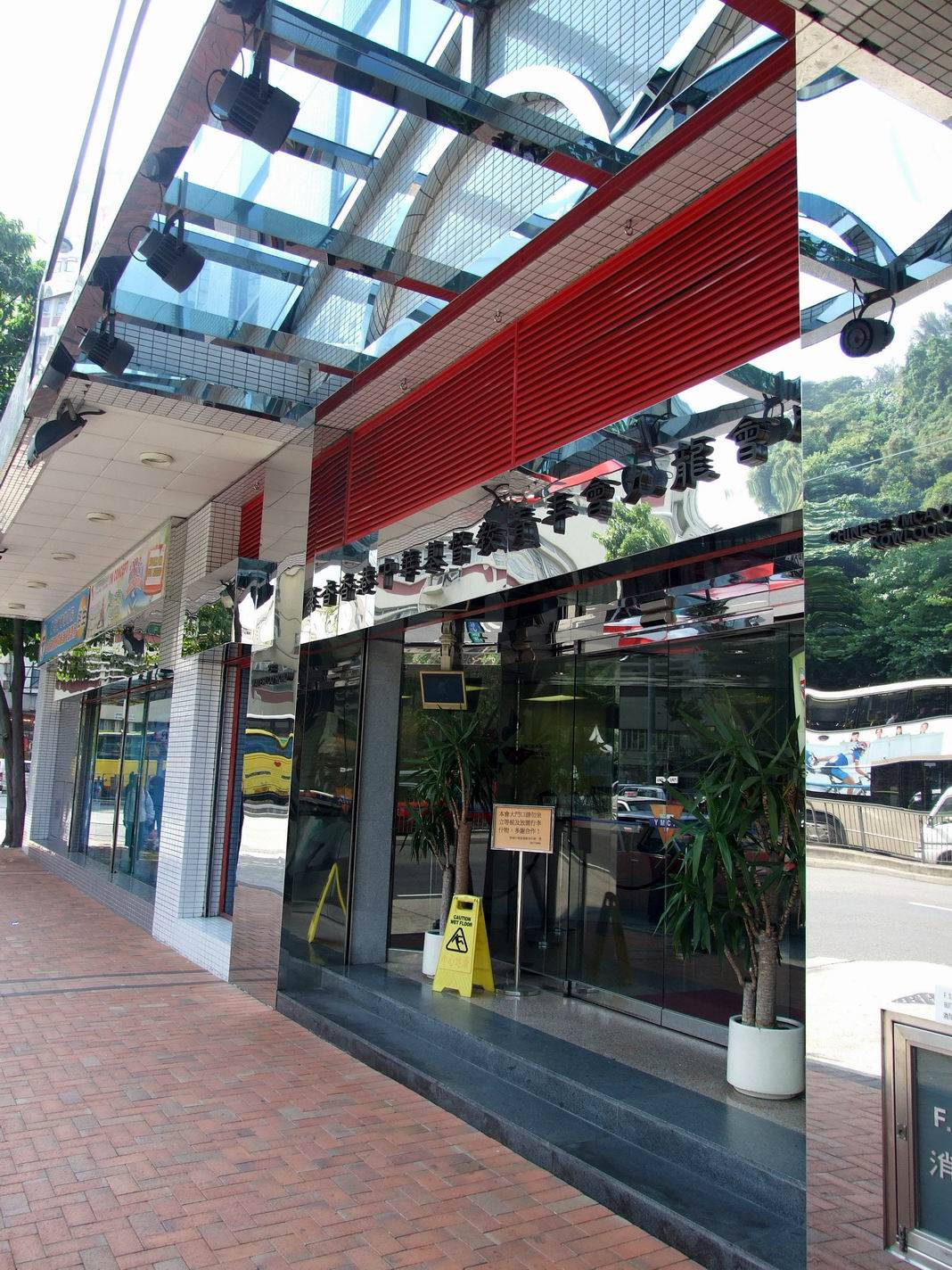
香港中華基督教青年會九龍會所入口

香港中華基督教青年會九龍會所是香港中華基督教青年會設於九龍西的會所，位於香港九龍油麻地窩打老道23號，現時該處為其總辦事處及行政中樞。

## 歷史
為方便居住於九龍西的青少年，香港中華基督教青年會於1921年5月籌款38,000港元在九龍興建會所。1928年2月，該會選址油麻地窩打老道現址興建會所，首期工程於1929年落成，並於1932年加建一座洋樓。
1963年7月，會所進行重建，興建高座會所大樓及低座體育訓練場館。新建築於1966年11月建成，會所大樓取代香港中華基督教青年會中央會所，開始成為其總辦事處及行政中樞，而宿舍則變身成為國際賓館。
1990年代初，會所再進行改建，耗資約2億5000萬元，重建成一幢25層高的大廈，並於1993年落成啟用。新廈繼續兼營酒店城景國際。
九龍會所一直以康體服務為主線，提供多元化的社區服務，重點推展四項服務方針：推廣康健人生、擴闊青少年國際視野、著重品格教育推行、以及推廣青年會義工及培養青年領袖。透過長期訓練的康健程序（球類、游泳、體藝、武術等活動）、個人成長活動及訓練（興趣班及親子活動），配以多元化之康體設施（舞蹈室、桑拿及蒸氣浴室、健身室、室內恆溫泳池及綜合體育館），會友有機會發展個人潛能，建立康健人生。

## 外部連結
- 香港中華基督教青年會 （页面存档备份，存于）
- 香港中華基督教青年會九龍會所